# Pohár Západní konference (KHL)
Tento pohár je udělován týmu, který se dostal do finále play-off ze západní konference Kontinentální hokejové ligy.

## Držitelé
| Tým                 | Počet | Roky                                                             |
| ------------------- | ----- | ---------------------------------------------------------------- |
| CSKA Moskva         | 6     | 2015/2016, 2017/2018, 2018/2019, 2020/2021, 2021/2022, 2022/2023 |
| OHK Dynamo Moskva   | 2     | 2011/2012, 2012/2013                                             |
| SKA Petrohrad       | 2     | 2014/2015, 2016/2017                                             |
| Lokomotiv Jaroslavl | 2     | 2023/2024, 2024/2025                                             |
| Salavat Julajev Ufa | 1     | 2008/2009                                                        |
| HK MVD Balašicha    | 1     | 2009/2010                                                        |
| Atlant Mytišči      | 1     | 2010/2011                                                        |
| HC Lev Praha        | 1     | 2013/2014                                                        |

- 2019/2020 - nedohráno